# مقدار (علوم رایانه)
در علوم رایانه مقدار عبارتی است که بیشتر نمی‌تواند ارزیابی شود (یک حالت نرمال). اعضای یک نوع داده مقادیر آن نوع هستند. برای مثال عبارت «۱ + ۲» یک مقدار نیست به این دلیل که می‌تواند به «۳» کاهش یابد. این عبارت نمی‌تواند بیشتر از این کاهش یابد (و عضوی از نوع دادهٔ اعداد طبیعی است) پس بنابراین یک مقدار است.
«مقدار یک متغیر» به نگاشتی در یک محیط اشاره دارد. در زبان‌های برنامه‌نویسی که دارای ویژگی اختصاص متغیر هستند نیاز می‌شود که بین r-value (یا محتویات) و l-value (یا محل) یک متغیر متمایز باشد.